# Кудрявцева Ольга Миколаївна
Ольга Миколаївна Кудрявцева (8 лютого 1896, Миколаїв — 16 квітня 1964, Харків) — українська скульпторка, членкиня Спілки Художників України, доцентка Харківського художнього інституту.

## Біографія
Народилася 8 лютого 1896 року у Миколаєві, закінчила Миколаївську художню школу імені Верещагіна.
У 1924 році їй запропоновано продовжити освіту в Харківському художньому інституті. З цим містом пов'язана більша частина подальшого творчого життя Кудрявцевої як скульпторки.
У 1934 році разом зі скульптором З. Давидовичем і художником В. Костяком взяла участь у першому иупі конкурсу Шевченку для Харкова.
Постійно брала участь у республіканських та всесоюзних виставках, в 1938 році вступила до Спілки художників України.
Під час Другої світової війни Харківський художній інститут евакуйовано до Середньої Азії. У 1942 році відбувся перший за роки війни випуск об'єднаних мистецьких вишів Москви, Ленінграду, Києва та Харкова, де Кудрявцева брала безпосередню участь.
Одночасно з підготовкою молодого покоління митців в евакуації створила кілька скульптур.
У 1943 році в Харківському художньому інституті, де працювала доцентка Кудрявцева, були відновлені заняття.
Померла Ольга Кудрявцева 16 червня 1964 року.

## Творчість
Велике враження на мисткиню справила творчість Тараса Шевченка. Серед робіт, присвячених його творчості, — скульптура «Кріпачка», яка знаходиться зараз у Канівському музеї-заповіднику, та експонат Полтавського художнього музею — скульптура «Шевченко-хлопець».
У повоєнні роки у Харкові Ольга Кудрявцева продовжує працювати над шевченківською тематикою. У 1951 році створена скульптура тараса «Мені тринадцятий минало», яка експонувалась у Москві. Остання робота — «Тарасик і Яринка» — виконана до ювілею Кобзаря 1964 року.
Ряд робіт Кудрявцевої у 1964 році передано Миколаївському обласному художньому музею імені В. В. Верещагіна.